# Tyrin Turner
Tyrin Turner (13 de julio de 1972) es un actor estadounidense de cine y televisión, reconocido por interpretar el papel protagónico de Caine Lawson en la laureada película de 1993 Menace II Society. Ha registrado además otras apariciones en producciones como Deep Cover (1992), A Day in the Life (2009) y Meet the Blacks (2016).

## Filmografía

### Cine y televisión
- Michael Jordan's Playground (1991)
- Pure Pimp - Suga Free (1992)
- Deep Cover (1992)
- Menace II Society (1993)
- What About Your Friends (1995)
- Panther (1995)
- New York Undercover (2 episodios)
- Soldier Boyz (1995)
- The Method (1997)
- Little Boy Blue (1997)
- Belly (1998)
- Crime Partners 2000 (2001)
- Flossin (2001)
- The Black Man's Guide to Understanding Black Women (2007)
- Nite Tales: The Movie (2008)
- A Day In The Life (2009)
- Ghetto Stories: The Movie (2010)
- Jamie Foxx's Project Imaginat10n film: And She Was My Eve (2013)
- Meet the Blacks (2016)
- Tales (2017)